# Santa Rosa (Uruguay)
Santa Rosa è un comune dell'Uruguay, situato nel Dipartimento di Canelones.